# 黎彼得
黎彼得（英語：Peter Lai，1950年5月13日—），原名黎成就，香港填詞人及演員。
黎彼得的填詞生涯活躍於1970至1980年代，詞作包括早期和許冠傑合填的不少由許冠傑主唱的歌曲，例如《浪子心聲》、《打雀英雄傳》、《梨渦淺笑》、《有酒今朝醉》、《夜半輕私語》、《財神到》、《賣身契》、《世事如棋》、《學生哥》、《杯酒當歌》、《加價熱潮》、《尖沙咀Susie》、《夜夜念奴嬌》、《摩登保鑣》等等。後來則有譚詠麟的經典情歌如《天邊一隻雁》、《愛人·女神》，張國榮的《Monica》、《第一次》，以及梅艷芳的《將冰山劈開》等詞作。自1979年播出、由無綫電視及東華三院聯合主辦的電視慈善籌款節目《歡樂滿東華》，其主題曲歌詞也是出自黎彼得之手。
黎彼得與黃霑、盧國沾、鄭國江同屬香港第一代粵語流行曲填詞人。黃、盧及鄭可說是當時鼎足而立的重要詞人，當時只有許冠傑、黎彼得的組合可以借許氏兄弟的電影之幫助而與他們分庭抗禮。
1970年代至1980年代初，黎彼得與許冠傑合作填寫大量流行曲歌詞。歌詞以香港地道的廣州話口語填寫，生動有趣，相對樂壇主流的廣州話書面語創作，黎許的風格更為通俗及親切。而且內容多有反映社會現狀，諷刺時弊，入肉三分，故黎有「鬼馬填詞人」之稱。
黎彼得曾在嘉禾電影公司及香港無綫電視任職編劇、電影監製以及創作經理。1990年代經常在電視劇中演出，亦在電影內客串，專演市井角色，亦曾主持商業電台個人節目《豪情夜話》。於2012年9月離開無綫電視，結束多年與無綫電視之賓主關係，轉投城市電訊旗下香港媒體製作（香港電視網絡）。2016年為無綫電視及ViuTV拍攝電視劇，同年轉回無綫電視為合約兼職藝人。2021年12月做完通波仔手術後一直未被安排重回《愛·回家之開心速遞》演出，直至2022年11月因於無綫只是兼職身份所以再為ViuTV拍劇，並表示跟無綫仍有一年合約。
2008年，黎彼得獲香港作曲家及作詞家協會頒發「CASH音樂成就大獎」，以表揚其對香港流行音樂所作出的重大貢獻。

## 生平
黎彼得是家中獨子，九歲喪父，自小家貧住香港島中環木屋，只有小五教育程度，之後斷斷續續讀過夜校。黎深受叔父粵劇名伶靚次伯影響，並曾受他接濟。黎10歲跟母親在中環賣報紙謀生，又做過印度商行後生、油站入油員、紅牌（租賃車）司機、私人司機。當私人司機時，閒來投稿，後兼職為由樂仕主理的《年青人週報》寫專欄。專欄名為《柴可夫司機手記》。

### 流行曲填詞人
黎彼得首支填詞作品，是發表在其專欄、改編自麗莎《相思淚》（原曲為周璇老歌《四季相思》）的《傷心淚》。有讀者將歌詞寄給無綫電視演員譚炳文，譚在《歡樂今宵》內唱出，並在第二天晚上，應觀眾的要求再唱。1974年，童星歌手蔡麗貞亦曾灌錄此歌。
黎當私人司機時，老闆的車位跟陳友的相鄰，由是認識了溫拿樂隊。黎曾為《溫拿周記》（1975）（麗的電視同名節目主題曲）填過部份歌詞。同時期，某日黎在酒家食午飯，經朋友（酒家少東）介紹認識剛巧在鄰桌用膳的許冠傑，許知黎寫專欄，便找他合作。往後，許冠傑的流行曲多由二人合作填詞，由《半斤八兩》專輯〔1976〕始，至《難忘您·紙船》專輯（1982）止，共合作七張。前六張專輯，詞是許、黎聯名合作。最後一張，部份許冠傑詞、部份黎彼得詞。兩人合作為時七年。
黎、許拆夥後，黎淡出填詞界，後為譚詠麟、鍾鎮濤等溫拿成員填詞，如《天邊一隻雁》（1981）、《愛人女神》（1982）等，之後再度淡出。直至黎小田找他填詞，才正式復出，為梅艷芳及張國榮填詞，最為人知曉的是梅的《將冰山劈開》（1986）及張國榮的大熱歌曲《Monica》（1984）和《第一次》（1985）。及後填詞人新進崛起，「偶像派歌手」大行其道，黎不適應，又再淡出。
黎亦有為其他歌手填詞，男歌手包括林子祥、羅文、鄭少秋；女歌手較少，包括余安安、仙杜拉。亦為電視劇及電影主題曲及插曲填詞。曾與黎合作的作曲人則有許冠傑、顧嘉煇、黎小田等。其中他與顧嘉煇曾合作為香港八和會館小學創作校歌及填詞。

### 電視編劇、演員
1977年，黎彼得經許冠傑介紹，被劉天賜引進無綫電視為《歡樂今宵》度劇本。
直至1990年代轉到戲劇組，才開始展開他的演藝事業，期間主要飾演閒角或小人物角色，屬於綠葉演員一類，不過其演技令觀眾留下深刻的印象，像2000年代後期的《古靈精探》、《古靈精探B》飾演的洛斌。
2019年，黎彼得在《愛回家之開心速遞》中飾演組合「大四喜」的一員，參加歌唱比賽時唱出一首饒舌歌︰「……乜野叫做IG我哋唔知，我哋淨係知廣東話就好多意思，廣府九韻玩落更加有拍子，一味ABC、一味講呢啲……」，歌詞由楊熙創作，黎彼得提供修改意見，面世後獲得觀眾廣泛好評。

## 填詞作品

### 作品風格
黎彼得屬1970年代中期冒起，活躍於1970、80年代的填詞人。此輩詞人，遣詞造句較新潮，意象的現代感覺較濃，並且內容力求顯淺，歌詞講究協音。所用的文體，既有「文言」，也有「白話」，復有廣州話。這種「三及第」式文體，令中興的粵語流行曲通俗之餘，也避免了過份低俗。
黎彼得與許冠傑合作的口語化的歌詞鬼馬詼諧，這既與黎、許二人的背景有關，也是許冠傑刻意要走的路線。眾多作品中，《打雀英雄傳》極為奇特，《打》調寄佳藝電視連續劇《射鵰英雄傳》的主題曲，歌詞改編成描寫「麻雀」（即麻將）桌上的眾生相，完整地記述了糊出一副牌的過程；
        自摸:  。《加價熱潮》等作品，亦寫出升斗市民所受的生活壓力，深得民心。此外，黎幼年時常流連戲班，耳濡目染，偶像是唐滌生，部分歌詞深受粵曲影響，風格典雅，如《梨渦淺笑》、《世事如棋》、《印象》等。
在眾多作品之中，黎最愛的是《Monica》（1984）。因為《Monica》令張國榮事業起飛，開展了香港樂壇譚詠麟、張國榮二王爭霸的一頁。

### 與許冠傑合作的專輯填詞作品
| 專輯（年份）                                                     | 許冠傑、黎彼得詞 |
| 半斤八両（1976）                                                 | - 浪子心聲（電影《半斤八両》插曲） - 打雀英雄傳 - 梨渦淺笑 - 大家跟住唱 - 有酒今朝醉 - 知音夢裡尋 - 鬼馬大家樂（香港交通歌／醫生頌／點解要擺酒／拍拖安全歌） - 夜半輕私語 - 斷腸夢 - 追求三部曲                                                |
| 財神到（1978）                                                   | - 財神到 - 何處覓蓬萊 - 錢會續繼嚟 - 麻雀耍樂 - 柔情淚 - 我愛你 - 佛跳牆 - 往事 - 咪當我老襯 |
| 賣身契（1978）                                                   | - 賣身契（電影《賣身契》主題曲） - 舞伴 - 男兒漢 - 世事如棋 - 應該要自愛 - 學生哥 - 杯酒當歌（電影《賣身契》插曲） - 拜拜 - 相思万千重（电影《摩登保镳》插曲） - 飲勝（電影《賣身契》插曲） - 父母恩                                           |
| 79夏日之歌集（1979）                                             | - 十個女仔 - 那裡是吾家 - 一生中幾許歡笑 - 錫晒你 - 春夢 - 知心友 - 加價熱潮 - 何日再相逢 - 忍 - 腐朽化神奇 - 催眠曲 - 說一聲再見 |
| 念奴嬌（1980）                                                   | - 尖沙咀Susie - 夜夜念奴嬌 - 搵嘢做 - 這一曲送給您 - 好景自己去尋 - 夕陽 - 先敬羅衣後敬人 - 始終被愁困 - 發噏風 - 每事問 - 傀儡 - 再會，香港！                                                                                                 |
| 摩登保鑣（1981）                                                 | - 摩登保镳（电影《摩登保鑣》主题曲） - 印象（电影《摩登保鑣》插曲） - 扮嘢（电影《摩登保鑣》插曲） - 笑就算 - 长春不老（电影《摩登保鑣》插曲） - 我的心仍属于您 - 恭喜！恭喜！ - 人办（电影《摩登保鑣》插曲） - 阳光 - 甜蜜的往事 - 歌曲解困忧 |
| 難忘您·紙船（1982） - 黎彼得詞四首 - 許冠傑詞六首 - 林敏驄詞一首 | - 十全十美 - 迷途的小羔羊 - 愛像黃昏 - 知恥近乎勇 |

### 與許冠傑合作的非專輯填詞作品
- 1985年：斤兩十足（許冠傑、許冠文、黎彼得、詹惠风、薛志雄詞）
- 1986年：擦鞋仔
- 1987年：十個女仔／Pretty woman／瑪莉我好鍾意您／尖沙咀Susie／日本娃娃（許冠傑演唱會串燒曲）
- 1987年：潮流興夾Band（許冠傑演唱會）

### 與其他歌手合作的填詞作品
- 陳任 - 蠱惑女光棍才、人加我又加（1975）
- 許冠英 - 蝦妹共你、黃色香港、梨渦淺笑（電影《發錢寒》插曲）（1977）；波士、信佢就奇、您（電影《錢作怪》插曲）、我阿英個老婆、錢作怪 （電影《錢作怪》主题曲）（1980）
- 尹光 - 初上舞場（1977）
- 大AL（張武孝）- 新區自嘆、鐵馬縱橫、水上安全歌、奮鬥歌、蠱惑大丈夫、警世歌（1977）；一齊大覺訓、馬騮精（1984）
- 關菊英 - 愛路（1977）；繼續錯一次（1986）
- 關正傑 - 谷爆（鄭國江合填；電影《谷爆》主題曲）、有錢就大晒（電影《谷爆》插曲）（1978）、俠骨無情劍（電視劇《俠骨無情劍》主題曲）（1979）、您莫太意外（電影《車房仔》主題曲）（1982）
- 林子祥 - 各師各法（1978）
- 威利 - 辛苦一世、常在你左右、青春曲（1978）
- 群星 - 無綫電視及東華三院電視慈善籌款節目《歡樂滿東華》主題曲（1979）
- 葉振棠 - 發窮惡（電影《發窮惡》主題曲）（1979）
- 羅文 - 蕭十一郎（無綫電視劇《蕭十一郎》主題曲）（1979）
- 張德蘭 - 良師頌（1979）
- 何國禧 - 愛心互傳送（1979）
- 夏韶聲 - 點解講粗口（1979）、對得你住（1984）
- 張偉文 - 萬事錢行頭（1979）、對唔住（麗的電視劇《大四喜》主題曲）、老襯當旺（電影《老襯當旺》主題曲）（1981）
- 威鎮樂隊 - 你要多奉獻、新歌送舊情（1980）
- 仙杜拉 - 燦爛人生、日夜陪伴你、大女人宣言（1980）
- 譚詠麟 - 天邊一隻雁、尋樂真啱數、愛上您（1981）；愛人女神、離別酒、Hold on Mary諗真亦唔遲（1982）；一於少理（1983）
- 蔡國權、譚詠麟 - 風中勁草（1983）
- 蔡國權 - 不想再逗留（1983）
- 鍾鎮濤 - 夢幻中十二年、她（1981）
- 區瑞強 - 搭通音樂線（1982）
- 曾路得 - 我何妨一試、阿拉擔梯（1982）
- 彭健新 - 功夫樂、提防小手（電影《提防小手》主題曲）（1982）、摩登衙門（電影《摩登衙門》主題曲）（1983）、吹吹小喇叭（1987）
- 梅艷芳 - 情愛火花、一生為你癡、不必想我（1982）、莫逃避（1984）、魅力的散發、將冰山劈開（1986）、回復真我（1987）、夢裡共醉、心肝寶貝、富貴浮雲（1988）、轉走舊時夢（1989）
- 余安安 - 自由在我手（與黎小田合填；電影《靚妹仔》主題曲）（1982）
- 林利 - 問你（1982）
- 黃正光 - 白衫白褲（1983）
- 陳秀雯 - 點睇佢亦唔壞（1983）
- 張國榮 - 不管你是誰（1983）、Monica（1984）、第一次（1985）、分手、Love Me Once、愛情離合器（1986）
- 李龍基 - 金旗手（香港電台《金旗手》選舉主題曲）、過去的愛、唔掂度到掂（1984）
- 小虎隊 - 不可再睡眠（1984）
- 林姍姍 - 讓我高飛（1984）
- 甄妮 - 同是世俗人、過來人（1985）
- 呂方 - 今夜狂舞高歌（1985）、藍色保暖杯（1986）
- 劉德華 - 但願未流淚（1985）
- 梁朝偉 - 未出現空間（1986）
- 蘇永康 - 妳是我靈魂（1986）
- 開心少女組 - 快樂歌（電影《開心鬼撞鬼》插曲）（1986）
- 成龍 - OK I Love You、玩偶（1987）
- 杜德偉 - 我心換你心（1987）、末代天師（無綫電視劇《末代天師》主題曲）（1988）
- 泰迪羅賓 - 瀟灑先生（電影《瀟灑先生》主題曲）（1989）
- 黃子華 - 關老三、我愛你一世、您大哂、請不要關機、做馬仔（1999）
- 尹光 feat. 張子 - 福星高照（2024）

## 演出作品

### 電影演出
- 壞女孩 (1985) 飾 麻將大師
- 城市特警（1988）飾 黑警Peter伍(警區指揮區)
- 小男人周記（1989）飾 大古惑
- 望夫成龍（1990）飾 黎先生
- 小男人週記 II 錯在新宿 飾 大古惑
- 逃學威龍（1991）飾 臥底警員王sir
- 著牛仔褲的鍾馗（1991）
- 武狀元蘇乞兒（1992）飾 武狀元考官老鄭
- 伴我縱橫（1992）飾 黎彼得
- 唐伯虎點秋香（1993）飾 華太師府老師(首席西賓)
- 倫文敘老點柳先開 (1993) 飾 陸老闆
- 城市獵人（1993）飾 服裝店客人
- 夏日情未了（1993）
- 大鬧廣昌隆（1993）飾 陳七
- 破壞之王（1994）飾 冰室食客
- 花月佳期（1995）
- 金榜题名（1996）
- 金玉满堂（1995）飾 廚師烏嘴黎
- 黑獄斷腸歌之砌生豬肉（1998）飾 記者堅叔
- 黑道風雲之收數王（1999）飾 酒吧老闆大頭朱
- 赤裸紅唇（2000）
- 反斗車王（2006）聲演 雷蒙
- 72家租客 ( 2010 ) 飾 大排擋食客
- 反斗車王2（2011）聲演 雷蒙
- 八星抱喜（2012）
- 反斗車王3（2017）聲演 雷蒙
- 小男人週記3之吾家有喜 （2017） 飾 大古惑
- 別叫我“賭神” （2023） 飾 大排檔老闆
- 飯戲攻心2 （2024） 飾 三叔
- 贖夢 （2025） 飾 華哥

### 電影監製
- 叔侄·縮窒（1983）
- 行錯姻緣路（1984）

### 參與節目（無綫電視）
- 1992年：夜半輕私語（主持）
- 1993年：花弗新世界（主持）
- 2016年：樂壇詞聖盧國沾

### 參與節目（HOY TV）
- 2024年：退休旅居新模式（主持）

### 電視劇

#### 電視劇（無綫電視）
| 首播           | 劇名              | 角色                                    |
| 1992年         | 小男人出差        | 金國平                                  |
| 1993年         | 愛生事家庭        | 何忠直                                  |
| 1993年         | 都市的童話        | 孫喬頭                                  |
| 1994年         | 一夫三妻          | 凌家輝                                  |
| 1997年         | 樂壇插班生        | 羌偉良                                  |
| 1997年         | 難兄難弟          | 馮仁昆                                  |
| 1997年         | 刑事偵緝檔案III   | 郭樹新 (呂展眉親父)（檔案二：幻海情缘） |
| 1997年         | 狀王宋世傑        | 阿東                                    |
| 1997年         | 美味天王          | 騙子                                    |
| 1998年         | 鹿鼎记            | 納蘭明珠                                |
| 1998年         | 花木蘭            | 賀禮                                    |
| 1999年         | 金玉滿堂          | 卓不凡                                  |
| 1999年         | 狀王宋世傑(貳)    | 阿東                                    |
| 1999年         | 騙中傳奇          | 騙子                                    |
| 1999年         | 布袋和尚          | 阿福                                    |
| 2000年         | 十月初五的月光    | Rainman                                 |
| 2000年         | 金裝四大才子      | 包曉通                                  |
| 2000年         | FM701             | 馬如龍                                  |
| 2001年         | 皆大歡喜          | 戴老                                    |
| 2001年         | 尋秦記            | 趙孝成王（第4-5、10-13、18集）          |
| 2002年         | 皆大歡喜          | 史滿堂                                  |
| 2003年         | 洗冤錄II          | 阮丞昌                                  |
| 2003年         | 黑夜彩虹          | 樂賢                                    |
| 2003年         | 律政新人王        | 車堅財                                  |
| 2003年         | 牛郎織女          | 凌百燊                                  |
| 2004年         | 富豪海灣至尊家緣  | 游智輝友人                              |
| 2004年         | 大唐雙龍傳        | 陳老謀                                  |
| 2004年         | 水滸無間道        | 羅耀廣                                  |
| 2005年         | 同撈同煲          | 謝魯泉                                  |
| 2005年         | 我的野蠻奶奶      | 甯豐貴（甯豐榮之弟，甯豐德之兄）        |
| 2005年         | 佛山贊師父        | 陳慶豐                                  |
| 2006年         | 鳳凰四重奏        | 程禮謙                                  |
| 2006年         | 滙通天下          | 祈福佑(山西平遙知縣)                    |
| 2006年         | 樓住有情人        | 徐乃海                                  |
| 2006年         | 東方之珠          | 申老闆                                  |
| 2006年         | 肥田囍事          | 陳勝得                                  |
| 2007年         | 師奶兵團          | 權外父                                  |
| 2008年         | 千謊百計          | 解畫佬 (第7,9集)                        |
| 2008年         | 秀才愛上兵        | 田大富                                  |
| 2008年         | 古靈精探          | 骆斌（Kenny）                           |
| 2008年         | 銀樓金粉          | 馮祥                                    |
| 2008年         | 搜神傳            | 夜遊神                                  |
| 2008年         | 東山飄雨西關晴    | 泰叔                                    |
| 2008年         | 少年四大名捕      | 金九齡 (江湖百曉生)                     |
| 2009年         | 古靈精探B         | 駱斌                                    |
| 2009年         | 廉政行動2009      | 周老闆(單元角色)                        |
| 2009年         | 巴不得爸爸...     | 刀疤星                                  |
| 2010年         | 五味人生          | 關照仁                                  |
| 2010年         | 情人眼裏高一D     | 黎彼得                                  |
| 2010年         | 老公萬歲          | 吳德行                                  |
| 2010年         | 搜下留情          | 社團大哥                                |
| 2010年         | 施公奇案II        | 打更佬                                  |
| 2010年         | 女人最痛          | 高醫師                                  |
| 2010年         | 摘星之旅          | 家電廠股東                              |
| 2010年         | 翻叮一族          | 阿火                                    |
| 2010年         | 居家兵團          | 童智                                    |
| 2011年         | 魚躍在花見        | 劉正守                                  |
| 2011年         | 點解阿Sir係阿Sir  | 羅大貴                                  |
| 2011年         | 誰家灶頭無煙火    | Peter                                   |
| 2011年         | 花花世界花家姐    | 吳懸濟                                  |
| 2011年         | 怒火街頭          | 晞父                                    |
| 2011年         | 團圓              | 私家偵探                                |
| 2011年         | 潛行狙擊          | 李耀根                                  |
| 2012年         | 缺宅男女          | 炳伯                                    |
| 2012年         | 4 In Love         | 田七                                    |
| 2012年         | On Call 36小時    | 林三                                    |
| 2012年         | 耀舞長安          | 林士瑜                                  |
| 2012年         | 心戰              | 廖永成                                  |
| 2012年         | 飛虎              | 古德勝                                  |
| 2013年         | 戀愛星求人        | 黃水                                    |
| 2013年         | 女警愛作戰        | 水哥                                    |
| 2013年         | 情越海岸線        | 盧根                                    |
| 2017年至2021年 | 愛·回家之開心速遞 | 馬豹                                    |
| 2017年         | 賭城群英會        | 神算子                                  |
| 2017年         | 同盟              | 戚建揚                                  |
| 2017年         | 誇世代            | Roger                                   |
| 2019年         | 廉政行動2019      | 陳桂                                    |
| 2020年         | 過街英雄          | 楊廣福                                  |
| 2020年         | 殺手              |                                         |
| 2022年         | 雙生陌生人        | 徐伯                                    |
| 2023年         | 你好，我的大夫    |                                         |

#### 電視劇（香港電視網絡）
- 2014年：選戰 飾 成志強
- 2014年：來生不做香港人 飾 大馬生
- 2015年：導火新聞線 飾 文父
- 2015年：歲月樓情 飾 丁九
- 2015年：末日+5 飾 李東成
- 2015年：惡毒老人同盟 飾 馬友

#### 電視劇（ViuTV）
- 2016年：三一如三 飾 山叔
- 2023年：極度俏郎君 飾 骨精強
- 2024年：瑪嘉烈與大衛系列 絲絲 飾 王伯

#### 電視劇（香港電台）
| 年份   | 中文片名 | 角色     | 介紹      | 其他演員       |
| 2016年 | 有倉出租 | 阿柏之父 | 客串第5集 | 蒙嘉慧、吳耀漢 |

### 電台主持（香港商業電台）
- 1980至1990年代：商業一台《豪情夜話》

## 家庭及私人生活
黎彼得已婚，有一名兒子。 2004年，黎彼得曾經因病進入醫院的深切治療部。
2005年拍《佛山贊師父》劇時，突然心絞痛，急症室醫生懷疑是肺炎。黎對判斷有懷疑，遂出院找家庭醫生再診治。醫生說可能是感冒菌入肌肉。
2022年2月，因心绞痛而再度入院进行通波仔手术。

## 榮譽
2008年，黎彼得獲香港作曲家及作詞家協會頒發「CASH金帆音樂獎CASH音樂成就大獎」，以表揚其對香港流行音樂所作出的重大貢獻。
1983年，《愛人女神》（1982，曲：Ronnie Harwood，詞：黎彼得，唱：譚詠麟）獲第二屆香港電影金像獎 - 最佳電影歌曲提名。

## 資料來源
1. ↑  林敏驄 + 黎彼得 = 捧起許冠傑，打救譚詠麟 （页面存档备份，存于）VDONEXT 紅場 2010-11-09
2. ↑  朱耀偉﹕《香港流行歌詞研究．70 年代中期至90 年代中期》（香港﹕三聯書店，1998年），頁3。
3. 1 2 3  .   [2020年9月23日]. （原始内容存档于2020年4月26日）.
4. 1 2 3 4 5  流行的歲月經典重現–黎彼得，《有你同行》[永久] - 香港電台第五台，2007年8月8日
5. 1 2 3 4  《講東講西》之《市井歌詞》 - 香港電台第一台, 2008年9月19日 2300-0100
6. 1 2  寫實／另類音樂嘉賓：黎彼得（寫實歌曲），《真音樂》 （页面存档备份，存于） - 香港電台及香港作曲家及作詞家協會，2003年聯合製作
7. ↑  . 明周娛樂. 2019-04-30  [2019-05-20]. （原始内容存档于2019-06-21） （美国英语）.
8. ↑  . 香港八和會館小學.   [2023-10-30]. 原始内容存档于2023-10-30.
9. ↑  . 晴報. 2019-03-27. （原始内容存档于2019-05-07）.
10. ↑  香港流行樂壇回顧－黃霑博士港大論文
11. ↑  Huang, Zhihua (Music critic),; 黄志华 (Music critic),; 朱耀伟,; 梁伟诗,. . Xianggang. ISBN 978-988-14826-3-1. OCLC 949645581.
12. ↑  黎彼得心絞痛送院急救[永久] - 東方日報 2005年3月20日, 2008年9月21日 索取
13. ↑  .   [2008-09-22]. （原始内容存档于2015-09-24）.

## 外部連結
- 綠葉演員一覽
- 男藝人
- 黎彼得篇 -《唱足十三年》選 - 黃志華(上（页面存档备份，存于）)(下)
- 曾演出的周星馳電影[]
- 什麼人訪問什麼人：民間疾苦不是想像出來的（页面存档备份，存于），載明報副刊，袁兆昌文，2008年1月20日
- 黎彼得在香港影庫上的簡介